# Лекер
Леке́р (каз. Лекер) — село у складі Баянаульського району Павлодарської області Казахстану. Входить до складу Кизилтауського сільського округу.
Населення — 294 особи (2021; 331 у 2009, 431 у 1999, 444 у 1989).
Національний склад станом на 1989 рік:
- казахи — 100 %